# 黑夜幽灵
《黑夜幽灵》（英語：The Ghost and the Darkness）是一部於1996年出品的美国历史冒险片，由史蒂芬·霍普金斯执导，威廉·戈尔德曼编剧，迈克尔·道格拉斯和方·基默担任主演，讲述了19世纪末肯尼亚的两头至少吃了近35人，并很可能造成上百人丧命的狮子的真实故事。影片的音响效果表现出色，也因此获得了第69届学院奖音效剪辑奖。

## 剧情
1898年，英國政府在非洲東部興建铁路，意圖藉由铁路來征服非洲大陸，而罗伯特·博蒙特爵士（英語：Sir Robert Beaumont，汤姆·威尔金森饰）是肯尼亚特萨沃一个铁路建设工程的主要赞助商，由于工程进展缓慢，远远落后于计划，他找到了一位军事工程师约翰·亨瑞·帕特森中校（方·基默饰），请他到非洲实地监察，务必要让工程重回正轨。
帕特森到达当地后马上得知，工程进展停滞不前是因为近来多次受到狮子的攻击。当晚，帕特森只用一枪就打死了一头狮子，赢得了工人们的尊重。于是工程得以重新开工，然而不久后，两头外號「鬼魅」與「黑暗」的狮子又展開一連串的恐怖攻击，一位工头在半夜被其中一头狮子拖去了账篷，直至第二天早上被发现时，他的尸体已经被吃掉了一大半。帕特森于是当晚又等了一整夜，但是第二天又一个工人的尸体在与帕特森等待完全相反的方向被发现。
之后，工地上的工作彻底停止，工人们试图在账篷周围建立防御设施，但這两头狮子突然同时在大白天发动了攻击，杀死了与帕特森一起追踪狮子的同僚，帕特森也受了伤。博蒙特爵士于是联系了著名猎手查尔斯·雷明顿（迈克尔·道格拉斯饰）寻求帮助。不久雷明顿闻讯赶来，可是狮子又攻击了他们为伤者所建的医院，咬死了包括博蒙特爵士在内的许多人，恐惧之及的人们纷纷离开了这个可怕的地方，留下雷明顿与帕特森等人独自面对这两只凶猛的野兽。通过追踪他们找到了狮子的巢穴，堆积的尸骨令人胆寒。之后雷明顿虽然成功杀死了其中一头狮子，但他自己也在一个晚上被另一头狮子所杀。愤怒而又绝望的帕特森，决心要和这头狮子决一死战。

## 主要演员
- 迈克尔·道格拉斯饰查尔斯·雷明顿
- 方·基默饰约翰·亨瑞·帕特森（英语：John Henry Patterson (author)）中校
- 汤姆·威尔金森饰罗伯特·比蒙特
- 伯纳德·希尔（英语：Bernard Hill）饰大卫·豪松医生
- 布莱恩·麦克卡尔迭（英语：Brian McCardie）饰安格斯·斯塔林
- 艾米莉·莫迪默饰海伦娜·帕特森
- 欧姆·普瑞（英语：Om Puri）饰阿布杜拉

## 制作花絮

### 故事靈感來源
这部影片是基于约翰·亨瑞·帕特森中校（即片中由方·基默扮演的角色）所著的《特萨沃食人狮》所改编的，该书描写的正是他从动身前往非洲到最终成功击毙这两头狮子的亲身经历。

### 剧本形成
威廉·戈尔德曼于1984年在非洲旅行时首次听到这个故事，他觉得这能写成一个好剧本。1989年他向派拉蒙电影公司表示这是一个将《阿拉伯的劳伦斯》和《大白鲨》相结合的故事，派拉蒙于是聘请他来创作剧本，而他则于1990年将剧本完成。
剧本对于原本的故事情节作了很大的改动，比如说引入了一个名叫查尔斯·雷明顿，经验丰富的美国猎人，这一角色则是基于现实生活中的另一位知名猎人查尔斯·瑞尔（英語：Charles Ryall）设计的。

### 選角過程
凯文·科斯特纳表示有意出演帕特森一角，但当时派拉蒙公司打算找汤姆·克鲁斯来出演，不过他之后拒绝了。刚刚拍完《永远的蝙蝠侠》的方·基默表示对剧本很有兴趣，于是最终由他来出演帕特森。迈克尔·道格拉斯和史蒂芬·霍普金斯分别担任制片人和导演。派拉蒙最初想找肖恩·康纳利或安东尼·霍普金斯来出演雷明顿一角，不过两人都拒绝了，公司又在考虑是否要联系杰拉尔·德帕迪约时，道格拉斯决定还是由他自己亲自来出演好了。

### 拍摄地點
虽然片中的主要故事情节发生在肯尼亚，但影片主要拍摄工作却因税收法律等考量，改在南非的一片禁猎区进行，而片中许多马赛人角色，也都由南非籍演员飾演。

### 片中的狮子
出于安全角度的考虑，本片拍摄过程中主要动用的两头狮子都是来自加拿大安大略省鲍曼维尔动物园中两头兄弟狮子，两兄弟的名字分别叫“凯撒”（英語：Caesar）和“邦哥”（英語：Bongo），这两头狮子也曾在1997年的喜剧片《森林泰山》中出镜过。此外影片中还出现过另外3头狮子，其中两头来自法国，一头来自美国。

## 反响

### 評價
《黑夜幽灵》获得了第69届学院奖音效剪辑奖，不过方·基默则运气欠佳，被第17届金酸莓奖提名最差男配角奖。根据烂蕃茄网站的上46份专业评价，影片好评率刚好50%。《芝加哥太阳报》知名影评人罗杰·埃伯特表示影片是如此糟糕，作为一部非洲历险为背景的故事居然“令人猿泰山题材的电影相比之下变得既含蓄又真实起来。”不过，导演戴维·理查德·埃利斯将本片评为他眼中最优秀的十大动物题材恐怖片第8名。

### 票房收入
- 預算 - $55,000,000
- 開畫票房收入 - $9,215,063
- 美國總收入 - $38,619,405
- 海外總收入 - $36,400,000
- 全球總收入 - $75,019,405

## 家用媒体发行
《黑夜幽灵》发行了单碟DVD，不过其中除了与电影院放映的版本一样的正片外并没有其它特别的花絮等内容。

## 历史真实性
约翰·亨瑞·帕特森声称这两头狮子杀死了135条人命，而2009年进行的一项研究则认为真正被这两头狮子吃掉的人应该是35人左右，但具体杀死的人数暂无法确定。目前这两头狮子的尸体都在位于芝加哥的菲尔德自然史博物馆展出。

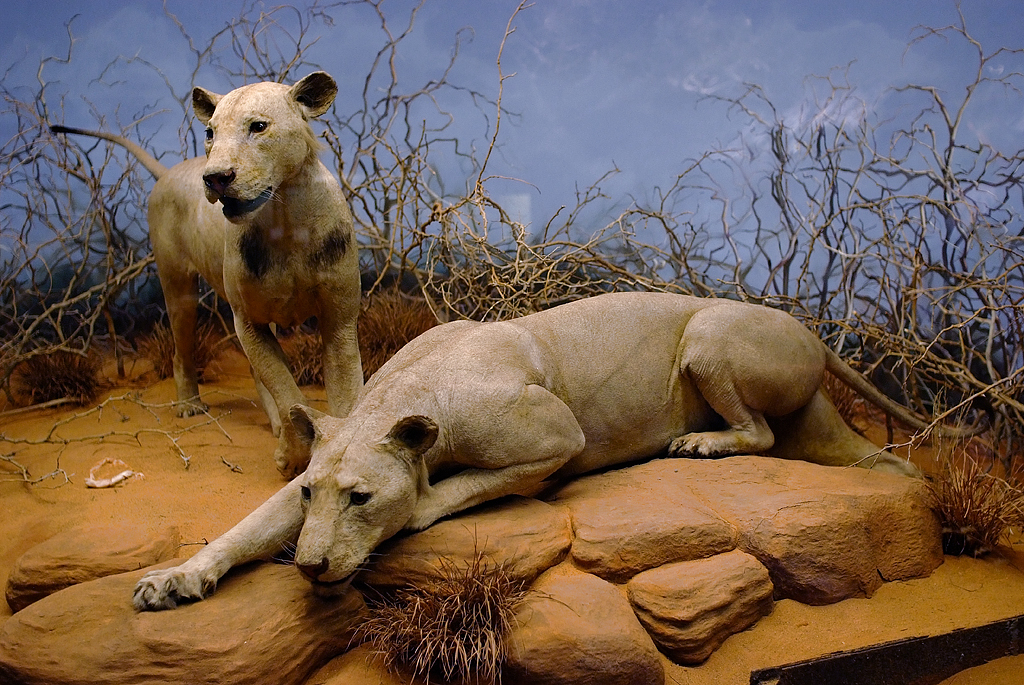
展示在芝加哥菲尔德自然史博物馆的两头食人狮

电影中的两头狮子都有鬃毛，但真实的那两头食人狮均没有鬃毛。并且在特萨沃的雄性狮子都是极少有鬃毛的，即使有的也很稀疏。
迈克尔·道格拉斯所扮演的角色查尔斯·雷明顿完全是虚构的，帕特森中校基本是凭一己之力杀死了这两头狮子。

### 相關文章
- Goldman, William, Which Lie Did I Tell?', Bloomsbury, 2000